# Metalogy
Metalogy es la primera caja recopilatoria de la banda británica de heavy metal Judas Priest, publicado en 2004 por Columbia Records. Consta de cuatro discos que recorren la carrera del grupo desde Rocka Rolla de 1974 a Demolition de 2001 y un DVD en vivo de una presentación en Memphis en 1982, que más tarde se lanzó bajo el título de Live Vengeance '82.
Dentro de su listado de canciones se encuentran algunas grabadas en vivo, que en su mayoría habían sido lanzadas previamente como lado B de ciertos sencillos. También posee el tema «Heart of a Lion», que fue grabada durante las sesiones de Turbo pero que fue descartada en aquella producción. Por último y por primera vez un recopilatorio oficial cuenta con una canción de Rocka Rolla —«Never Satisfied»—, ya que la banda no es dueña de sus respectivos derechos.

## Lista de canciones
Todas las canciones escritas por Rob Halford, K.K. Downing y Glenn Tipton, a menos que se indique lo contrario.

### Disco uno
| N.º | Título                                                       | Escritor(es)                     | Duración |  |
| 1.  | «Never Satisfied»                                            | Al Atkins, Downing               | 4:52     |  |
| 2.  | «Deceiver»                                                   |                                  | 2:40     |  |
| 3.  | «Tyrant»                                                     | Halford, Tipton                  | 4:39     |  |
| 4.  | «Victim of Changes» (en vivo)                                | Atkins, Halford, Downing, Tipton | 7:11     |  |
| 5.  | «Diamonds & Rust» (en vivo)                                  | Joan Báez                        | 3:28     |  |
| 6.  | «Starbreaker»                                                |                                  | 7:19     |  |
| 7.  | «Sinner»                                                     | Halford, Tipton                  | 6:43     |  |
| 8.  | «Let Us Prey/Call for the Priest»                            |                                  | 6:12     |  |
| 9.  | «Dissident Aggressor»                                        |                                  | 3:02     |  |
| 10. | «Exciter»                                                    | Halford, Tipton                  | 5:33     |  |
| 11. | «Beyond the Realms of Death»                                 | Halford, Les Binks               | 6:51     |  |
| 12. | «Better By You, Better Than Me»                              | Gary Wright                      | 3:22     |  |
| 13. | «Invader»                                                    | Halford, Tipton, Ian Hill        | 4:10     |  |
| 14. | «Stained Class»                                              | Halford, Tipton                  | 5:12     |  |
| 15. | «The Green Manalishi (With the Two Pronged Crown)» (en vivo) | Peter Green                      | 4:42     |  |

### Disco dos
| N.º | Título                               | Escritor(es)    | Duración |  |
| 1.  | «Killing Machine»                    | Tipton          | 3:02     |  |
| 2.  | «Evening Star»                       | Halford, Tipton | 4:06     |  |
| 3.  | «Take On the World»                  | Halford, Tipton | 3:03     |  |
| 4.  | «Delivering the Goods»               |                 | 4:16     |  |
| 5.  | «Evil Fantasies»                     |                 | 4:13     |  |
| 6.  | «Hell Bent for Leather»              | Tipton          | 2:40     |  |
| 7.  | «Breaking the Law» (en vivo)         |                 | 2:45     |  |
| 8.  | «Living After Midnight»              |                 | 3:30     |  |
| 9.  | «Rapid Fire»                         |                 | 4:00     |  |
| 10. | «Metal Gods»                         |                 | 4:43     |  |
| 11. | «Grinder» (en vivo)                  |                 | 4:21     |  |
| 12. | «The Rage»                           |                 | 4:44     |  |
| 13. | «Heading Out to the Highway»         |                 | 3:45     |  |
| 14. | «Hot Rockin'» (en vivo)              |                 | 3:28     |  |
| 15. | «Troubleshooter»                     |                 | 3:47     |  |
| 16. | «Solar Angels»                       |                 | 4:04     |  |
| 17. | «Desert Plains»                      |                 | 4:36     |  |
| 18. | «The Hellion/Electric Eye» (en vivo) |                 | 4:20     |  |
| 19. | «Screaming for Vengeance»            |                 |          |  |

### Disco tres
| N.º | Título                              | Escritor(es)      | Duración |  |
| 1.  | «Riding on the Wind»                |                   | 3:07     |  |
| 2.  | «Bloodstone»                        |                   | 3:52     |  |
| 3.  | «You've Got Another Thing Comin'»   |                   | 5:09     |  |
| 4.  | «Devil's Child»                     |                   | 4:48     |  |
| 5.  | «Freewheel Burning»                 |                   | 4:42     |  |
| 6.  | «Jawbreaker»                        |                   | 3:25     |  |
| 7.  | «The Sentinel»                      |                   | 5:24     |  |
| 8.  | «Love Bites» (en vivo)              |                   | 5:37     |  |
| 9.  | «Eat Me Alive»                      |                   | 3:31     |  |
| 10. | «Some Heads Are Gonna Roll»         | Bob Halligan, Jr. | 4:05     |  |
| 11. | «Rock Hard Ride Free»               |                   | 5:00     |  |
| 12. | «Night Comes Down»                  |                   | 4:00     |  |
| 13. | «Turbo Lover»                       |                   | 5:33     |  |
| 14. | «Private Property»                  |                   | 4:29     |  |
| 15. | «Parental Guidance»                 |                   | 3:35     |  |
| 16. | «Out in the Cold»                   |                   | 6:27     |  |
| 17. | «Heart of a Lion» (canción inédita) |                   | 3:53     |  |

### Disco cuatro
| N.º | Título                             | Escritor(es)                                | Duración |  |
| 1.  | «Ram It Down»                      |                                             | 4:48     |  |
| 2.  | «Heavy Metal»                      |                                             | 5:58     |  |
| 3.  | «Come and Get It»                  |                                             | 4:05     |  |
| 4.  | «Blood Red Skies»                  |                                             | 7:05     |  |
| 5.  | «Painkiller»                       |                                             | 6:06     |  |
| 6.  | «Between the Hammer and the Anvil» |                                             | 4:48     |  |
| 7.  | «A Touch of Evil»                  | Halford, Dowming, Tipton, Chris Tsangarides | 5:54     |  |
| 8.  | «Metal Meltdown»                   |                                             | 4:47     |  |
| 9.  | «Night Crawler»                    |                                             | 5:44     |  |
| 10. | «All Guns Blazing»                 |                                             | 3:57     |  |
| 11. | «Jugulator»                        | Downing, Tipton                             | 5:50     |  |
| 12. | «Blood Stained»                    | Downing, Tipton                             | 5:26     |  |
| 13. | «Machine Man»                      | Tipton                                      | 5:15     |  |
| 14. | «Feed On Me»                       | Tipton                                      | 5:28     |  |